# 木下利房
木下 利房（きのした としふさ）は、安土桃山時代から江戸時代前期にかけて武将、大名。備中国足守藩の第2代藩主。官途は従五位下宮内少輔。初名は勝義。諱は惟俊とする史料もある。

## 略歴
天正元年（1573年）に杉原定利の孫、木下家定の次男として若狭国で生まれた。利房は豊臣秀吉の正室高台院（北政所、おね）の甥でもある。縁族であり、木下姓を称するが、秀吉と血のつながりはない。
歌人木下長嘯子として知られる勝俊は異母兄であり、雲照院（杉原家次の娘）を生みの母とする同母弟は延俊、小早川秀秋（秀俊）は確実であるが、他の弟は異母弟とする系図がある。
豊臣秀吉に仕えて、文禄・慶長の役では肥前名護屋城に駐屯。文禄3年（1594年）、勝俊に小浜城6万2千石が与えられた時に、利房にも隣接する高浜城2万石が与えられ、従五位下宮内少輔に叙され、慶長元年（1596年）にはそれが3万石に加増された。
慶長5年（1600年）の関ヶ原の戦いでは西軍に属した。8月1日、宇喜多秀家と毛利輝元らの命令で、利房と勝俊の若狭勢は越前国北ノ庄（福井城）援軍を命じられた。戦後、大聖寺城攻略戦などに援兵を出した責任を問われて、死刑に処せられるべきところを高台院の所縁により改易で許され、所領を没収された。勝俊は東軍に属したが、伏見城の戦いで鳥居元忠より退去せよといわれ退去したことから、戦後敵前逃亡とみなされ除封されていた。兄弟は父家定を頼って備中足守に落ち延びた。
ところが慶長13年（1608年）8月26日に父が死去すると、遺領2万5,000石を巡って兄弟で争い、翌年9月に分割相続するように幕府から指示されたが、高台院がこれを守らずに勝俊のみに与えたため、徳川家康は不快におもって裁定を下さして、遺領はすべて没収とされた。
大坂の役では、徳川方に組して冬の陣に参加した。『譜牒余録』によると夏の陣では、自ら豊臣秀頼との交渉に出向こうとした高台院を制止するため、江戸幕府によって護衛の名目で監視役に付けられた、ということが記されている。
こうした実績から、元和元年（1615年）、備中の賀陽郡・上房郡の2郡で2万5,000石の知行を拝領し、木下氏は足守藩主として復活した。なお、利房の法号の圓徳院は、そのまま高台寺の塔頭の名前に使われている。
寛永3年、徳川秀忠の上洛に供奉して、9月3日の参代にも扈従した。
寛永14年（1637年）6月21日に没す。享年65。法名は半湖休鷗。

## 系譜
- 父：木下家定（1543-1608）
- 母：雲照院（?-1628） - あこ、おあこ、杉原家次の娘
- 正室：織田信包の娘 - 離縁
- 継室：進藤正次の娘
  - 次男：木下利次（1607-1689）
- 生母不明の子女
  - 長男：木下利当（1603-1662） - 利當
- 養子
  - 男子：木下利古 - 進藤正次長男惣左衛門の子